# Nick Xenophon
Nick Xenophon, né Nick Xenophou le 29 janvier 1959 à Adélaïde,, est un avocat et un homme politique australien. N'ayant pas de position claire sur l'échiquier politique, il est décrit par le journaliste Royce Kurmelovs comme un « centriste populiste ».

## Biographie
Sa mère est née en Grèce et son père à Chypre, tous deux ayant immigré en Australie avant sa naissance. Titulaire d'une licence en droit de l'université d'Adélaïde en 1981, il exerce le métier d'avocat de 1982 à 1997. Il se spécialise en droit civil relatif aux blessures corporelles et ouvre son propre cabinet d'avocats,.
En 1997, il se présente sans étiquette aux élections législatives de l'État du Victoria, faisant campagne pour l'interdiction des machines à sous. Il est élu, devenant le premier candidat indépendant depuis soixante ans à obtenir un siège au Conseil législatif, la chambre haute du Parlement d'Australie-Méridionale. Il quitte la Chambre en 2007 pour se présenter aux élections sénatoriales fédérales, et est élu au Sénat australien, toujours sans étiquette. En juillet 2013, il fonde son propre parti politique, l'Équipe Nick Xenophon (Nick Xenophon Team, NXT). Réélu sénateur en 2013 et en 2016, il démissionne en octobre 2017 pour effectuer son retour dans la politique de l'État du Victoria. Il fonde le parti SA-BEST, en tant que branche locale du parti NXT, et présente une trentaine de candidats aux élections législatives victoriennes de mars 2018,. Un sondage en octobre 2017 indique que 41 % des citoyens souhaiteraient le voir devenir Premier ministre du Victoria, contre 21 % pour le Premier ministre travailliste  sortant Jay Weatherill, et 21 % également pour le chef de file libéral Steven Marshall. Les libéraux recueilleraient toutefois 31 % des voix, contre 30 % pour SA-BEST et 26 % pour les travaillistes. En décembre, un sondage donne 32 % des intentions de vote à SA-BEST, 29 % aux libéraux et 27 % aux travaillistes, tandis que Xenophon serait le candidat favori de 46 % des électeurs pour le poste de Premier ministre.
Décrit comme « pragmatique et charismatique » par le journal The Adelaide Review en janvier 2018, et comme « empathique et énergique » par The Monthly, il est qualifié par Sunday Mail d'Australie-Méridionale de protectionniste et de populiste, son parti politique étant centré sur sa propre personne. Il se présente comme un partisan du « modèle scandinave » de bons services publics financés par l'impôt (notamment en accroissant l'impôt sur les sociétés des plus grandes entreprises), tout en prônant la rigueur dans les dépenses publiques. Il soutient le mariage homosexuel, et une aide de l'État aux industries victoriennes menacées par la concurrence internationale, pour garantir l'emploi.